# فهرست شخصیت‌های مکمل بتمن
خانواده بتمن یا همان مرد خفاشی
(به انگلیسی: batmanfamily) عنوان خانواده‌ای ابرقهرمانی در کتاب‌های کامیک آمریکایی منتشر شده توسط دی‌سی کامیکس است؛ که از سال ۱۹۷۵ تا ۱۹۷۸ منتشر شد و در واقع داستان‌هایی با شخصیت‌های حامی و یاری رسان بتمن است. اعضای این گروه معمولاً با یکدیگر ارتباط دارند و در پرونده‌های هم کمک‌رسانی می‌کنند. اگرچه بعضی از اعضا گاهی از تعرض بتمن در زندگی خود ناراحت هستند، اما همه او را به عنوانِ یک ابرقهرمان افسانه‌ای می‌شمارند و به ندرت با او چالشی دارند. بیشتر اعضا با این شوالیه تاریکی رابطه‌ای قوی دارند که ناشی از روابط طولانی و نزدیک در سالیان متمادی است. در یک خط داستانی مربوط به سال ۲۰۰۲ هویت مخفی بتمن یعنی بروس وین متهم به قتل شد، و دوستان او برای اثبات بی‌گناهی بروس گرد هم آمدند. همچنین در سراسر تاریخ بتمن اشاره شده‌است که این شبکه به عنوان خانوادهٔ بتمن او را از لغزش بیش از حد و خودسری افراطی در امان نگه می‌دارند.

## اعضای کنونی
فهرست
1. بتمن/بروس وین (رهبر تیم)
2. آلفردپنی ورث (دستیارتیم)
3. لوشیوس فاکس (مسئول فنی و تجهیزات)
4. نایتوینگ/دیک گریسون (رابین اول و مسئول تمرین با اعضای تیم)
5. بتگرل (اوراکل)/بارباراگوردون
6. باربارا گوردون
7. ردهود (رابین دوم)/جیسون تاد
8. جولیا پنی ورث (مسئول اطلاعات و جاسوسی)
9. لوکاس فاکس/بت وینگ/پسر فاکس/دوست دیک گریسون
10. -کت ومن/سلیناکایل
11. بتومن/کاترین کین
12. ردرابین (رابین سوم)/تیم دریک،
13. بتگرل (اورفن)/کاساندراکین
14. بتگرل (هانترس)/هلنابرتینلی،
15. اسپویلر (رابین چهارم)/استفانی براوان
16. کمیسرگوردون
17. کلی فیس/باسیل کارلو،
18. گاتهام من/هنری کلورجی آر،
19. -عزرائیل/جین پلی والی،
20. بلوبرد/هارپر راد،
21. -دیویدزاویمبه (بتوینگ دوم)،
22. سیگنال (دوک توماس)،
23. گاتهام گرل/کلوکلورد،
24. بت کین/کتی کین،
25. دیمین وین (رابین (رابین پنجم و رابین فعلی))
26. وایلدکت (همراه با گرین ارو و بتمن توسط راس الغول آموزش دیدند)
27. هارلی کوئین
28. کری کلی (یلورابین)

-همچنین افراد دیگری در طول زمان به تیم وی پیوسته و یا آن را ترک کردند.
1. گرین ارو/الیورکوئین (دوست بروس وین و بتمن)-ترک گروه
2. بلک کنری (همسر و دستیار گرین ارو)-ترک گروه
3. روی هارپر/اسپیدی-ترک گروه
4. بلوبیتل-ترک گروه